# Sucker
Sucker je studiové album anglické zpěvačky Charli XCX. Vydaly jej v prosinci 2014 společnosti Asylum Records a Atlantic Records. Na produkci desky se podíleli Rostam Batmanglij, Patrik Berger, Benny Blanco, Cashmere Cat, Stefan Gräslund, John Hill, Jerry James, Greg Kurstin, Steve Mac, Mr. Rogers, Naughty Boy, Justin L. Raisen, Ariel Rechtshaid, Stargate a Young & Sick. Dále se na albu podíleli například Angel Deradoorian, Ariel Pink a Keefus Ciancia. Prvním singlem z alba byla píseň „Boom Clap“ vydaná v červnu 2014. V hitparádě Billboard 200 se deska umístila na 28. příčce.

## Seznam skladeb
1. „Sucker“ – 2:43
2. „Break the Rules“ – 3:23
3. „London Queen“ – 2:51
4. „Breaking Up“ – 2:17
5. „Gold Coins“ – 3:02
6. „Boom Clap“ – 2:49
7. „Doing It“ – 3:48
8. „Body of My Own“ – 2:45
9. „Famous“ – 3:52
10. „Hanging Around“ – 3:18
11. „Die Tonight“ – 2:51
12. „Caught in the Middle“ – 3:01
13. „Need Ur Luv“ – 3:45